# 罗季翁·阿利莫夫
罗季翁·伊戈列维奇·阿利莫夫（俄語：Родион Игоревич Алимов，1998年4月21日—），俄羅斯男子羽毛球運動員。

## 簡歷
2016年8月，罗季翁·阿利莫夫與艾莉娜·达夫列托娃出戰保加利亞羽毛球公開賽，在混双决赛因对手弃赛并且夺得其首个国际赛冠军。同年10月，他与帕维尔·科察连科出战俄羅斯羽毛球大獎賽，在男双準决赛以0比2（8-21、13-21）不敌赛会2号种子、队友的康斯坦丁·阿布拉莫夫/亚历山大·鲍里索维奇·津琴科。同年12月，他与艾莉娜·达夫列托娃出战土耳其羽毛球國際賽，在混双决赛以0比2（19-21、14-21）不敌土耳其的米勒夫·圖爾古特/法蒂玛·努尔·亚武兹，赢得亚军。
2017年1月，罗季翁·阿利莫夫與艾莉娜·达夫列托娃出战愛沙尼亞羽毛球國際賽，在混双决赛以2比0（21-8、21-19）击败了赛会3号种子、队友的阿纳托利·亚特瑟夫/叶夫根尼娅·科泽茨卡亚，赢得第二个国际赛冠军。同年4月，他代表俄罗斯参加法国米卢斯举办的歐洲青年羽毛球錦標賽，在率先进行的团体赛，俄罗斯队赢得银牌；而与艾莉娜·达夫列托娃的混双决赛以2比0（21-16、21-14）击败了苏格兰的亚历山大·邓恩/埃莉诺·奥唐内尔，赢得欧青赛混合双打冠军。同年8月，他代表俄罗斯参加中華民國臺北市举办的世界大學運動會羽毛球比賽，在与艾莉娜·达夫列托娃的混双準决赛以0比2（14-21、13-21）不敌中華台北的王齊麟/李佳馨，赢得世大運混合双打季军。同年11月，他与艾莉娜·达夫列托娃出战匈牙利羽毛球國際賽，在混双决赛以2比0（25-23、21-16）击败了跨国组合的（丹麦：索伦·格拉霍尔特/瑞典：路易丝·埃里克松），赢得冠军。
2018年1月，罗季翁·阿利莫夫與艾莉娜·达夫列托娃出战愛沙尼亞羽毛球國際賽，在混双準决赛以1比2（17-21、21-8、19-21）不敌赛会2号种子、英格兰的格雷戈里·梅尔斯/珍妮·穆尔。同年4月，他与艾莉娜·达夫列托娃出战芬蘭羽毛球公開賽，在混双準决赛以1比2（19-21、26-24、21-23）不敌赛会5号种子、印尼的阿尔弗兰·埃科·普拉塞特亚/马尔什埃拉·吉斯卡·伊斯拉米。

## 主要比賽成績
只列出曾進入準決賽的國際賽事成績：
| 年份   | 賽事                        | 公開賽級別 | 項目     | 拍檔              | 成績   |
| ------ | --------------------------- | ---------- | -------- | ----------------- | ------ |
| 2016年 | 保加利亞羽毛球公開賽        | 國際系列賽 | 混合雙打 | 艾莉娜·达夫列托娃 | 冠軍   |
| 2016年 | 俄羅斯羽毛球大獎賽          | 大獎賽     | 男子雙打 | 帕维尔·科察连科   | 準決賽 |
| 2016年 | 土耳其羽毛球國際賽          | 國際系列賽 | 混合雙打 | 艾莉娜·达夫列托娃 | 亞軍   |
| 2017年 | 愛沙尼亞羽毛球國際賽        | 國際系列賽 | 混合雙打 | 艾莉娜·达夫列托娃 | 冠軍   |
| 2017年 | 歐洲羽毛球混合團體錦標賽    | 其他       | 混合團體 | －                | 亞軍   |
| 2017年 | 歐洲青年羽毛球錦標賽        | 其他       | 混合團體 | －                | 亞軍   |
| 2017年 | 歐洲青年羽毛球錦標賽        | 其他       | 混合雙打 | 艾莉娜·达夫列托娃 | 冠軍   |
| 2017年 | 世界大學運動會羽毛球比賽    | 其他       | 混合雙打 | 艾莉娜·达夫列托娃 | 銅牌   |
| 2017年 | 匈牙利羽毛球國際賽          | 國際挑戰賽 | 混合雙打 | 艾莉娜·达夫列托娃 | 冠軍   |
| 2018年 | 愛沙尼亞羽毛球國際賽        | 國際系列賽 | 混合雙打 | 艾莉娜·达夫列托娃 | 準決賽 |
| 2018年 | 芬蘭羽毛球公開賽            | 國際挑戰賽 | 混合雙打 | 艾莉娜·达夫列托娃 | 準決賽 |
| 2018年 | 白夜羽毛球賽                | 國際挑戰賽 | 混合雙打 | 艾莉娜·達夫列托娃 | 冠軍   |
| 2018年 | 匈牙利羽毛球國際賽          | 國際挑戰賽 | 混合雙打 | 艾莉娜·達夫列托娃 | 亞軍   |
| 2018年 | 杜拜羽毛球國際挑戰賽        | 國際挑戰賽 | 混合雙打 | 艾莉娜·达夫列托娃 | 準決賽 |
| 2018年 | 意大利羽毛球國際賽          | 國際挑戰賽 | 混合雙打 | 艾莉娜·达夫列托娃 | 冠軍   |
| 2019年 | 歐洲羽毛球混合團體錦標賽    | 其他       | 混合團體 | －                | 季軍   |
| 2019年 | 阿塞拜疆羽毛球國際賽        | 國際挑戰賽 | 混合雙打 | 艾莉娜·达夫列托娃 | 準決賽 |
| 2019年 | 白夜羽毛球賽                | 國際挑戰賽 | 混合雙打 | 艾莉娜·达夫列托娃 | 冠軍   |
| 2019年 | 杜拜羽毛球國際挑戰賽        | 國際挑戰賽 | 混合雙打 | 艾莉娜·达夫列托娃 | 冠軍   |
| 2019年 | 印度羽毛球國際挑戰賽        | 國際挑戰賽 | 混合雙打 | 艾莉娜·达夫列托娃 | 準決賽 |
| 2019年 | 赛义德·莫迪国际羽毛球锦标赛 | 超級300賽  | 混合雙打 | 艾莉娜·达夫列托娃 | 冠軍   |
| 2019年 | 意大利羽毛球國際賽          | 國際挑戰賽 | 混合雙打 | 艾莉娜·达夫列托娃 | 準決賽 |
| 2020年 | 歐洲羽毛球男女子團體錦標賽  | 其他       | 男子團體 | －                | 季軍   |
| 2021年 | 歐洲羽毛球混合團體錦標賽    | 其他       | 混合團體 | －                | 季軍   |
| 2021年 | 歐洲羽毛球錦標賽            | 其他       | 混合雙打 | 艾莉娜·达夫列托娃 | 冠軍   |
| 2022年 | 印度羽毛球公開賽            | 超級500賽  | 混合雙打 | 艾莉娜·达夫列托娃 | 準決賽 |

| 2007-2017年 | 首要超級賽 | 超級賽 | 黃金大獎賽 | 大獎賽 | 國際挑戰賽 | 國際系列賽 | 未來系列賽 | 其他 |

| 2018-2026年 | 總決賽 | 超級1000賽 | 超級750賽 | 超級500賽 | 超級300賽 | 超級100賽 | 國際挑戰賽 | 國際系列賽 | 未來系列賽 | 其他 |

### 奧運會和世錦賽參賽紀錄
|          | 搭檔              | 2018 | 2019 | 2020 | 2021 |
| -------- | ----------------- | ---- | ---- | ---- | ---- |
| 混合雙打 | 艾莉娜·达夫列托娃 | 48強 | 32強 | －   | 8強  |